# Saccharum spontaneum
Espèce
Synonymes
- Saccharum aegyptiacum Willd.
- Saccharum aegyptiacum Willd.
- Saccharum aegyptiacum Willd.
- Saccharum biflorum Forssk.
- Saccharum biflorum Forssk.
- Saccharum biflorum Forssk.
- Saccharum punctatum Schumach.
- Saccharum punctatum Schumach.
- Saccharum punctatum Schumach.

Statut de conservation UICN

 LC  : Préoccupation mineure
Saccharum spontaneum est une espèce de plante à fleurs de la famille des Poaceae. C'est une canne à sucre sauvage.
Plante herbacée vivace, elle peut atteindre jusqu'à trois mètres de haut. Ses racines forment un réseau rhizomateux. 
Cette espèce colonise rapidement les terrains (champs, prairies), devenant envahissante ; elle peut entraîner un déséquilibre dans la nature du sol et provoquer son érosion.
Son patrimoine génétique offre des perspectives pour la lutte contre certaines maladies de la canne à sucre.

## Liste des sous-espèces et variétés
Selon Catalogue of Life (20 juin 2013) :
- sous-espèce Saccharum spontaneum subsp. aegyptiacum, Canne sauvage[2]
- variété Saccharum spontaneum var. edulis

Selon Tropicos (20 juin 2013) (Attention liste brute contenant possiblement des synonymes) :
- sous-espèce Saccharum spontaneum subsp. aegyptiacum (Willd.) Hack., Canne sauvage
- sous-espèce Saccharum spontaneum subsp. biflorum (Forssk.) Pilg.
- sous-espèce Saccharum spontaneum subsp. indicum Hack.
- sous-espèce Saccharum spontaneum subsp. luzonicum Hack.
- sous-espèce Saccharum spontaneum subsp. spontaneum
- variété Saccharum spontaneum var. aegyptiacum (Willd.) Hack.
- variété Saccharum spontaneum var. edule (Hassk.) K. Schum. & Lauterb.
- variété Saccharum spontaneum var. insulare (Brongn.) Fosberg & Sachet
- variété Saccharum spontaneum var. juncifolium Hack.
- variété Saccharum spontaneum var. klagha (Jungh. ex Steud.) Hack.
- variété Saccharum spontaneum var. nepalense Hack.
- variété Saccharum spontaneum var. pinguius Andersson
- variété Saccharum spontaneum var. roxburghii Honda
- variété Saccharum spontaneum var. sinense (Roxb.) Andersson
- variété Saccharum spontaneum var. spontaneum
- variété Saccharum spontaneum var. villosum Andersson

## Description

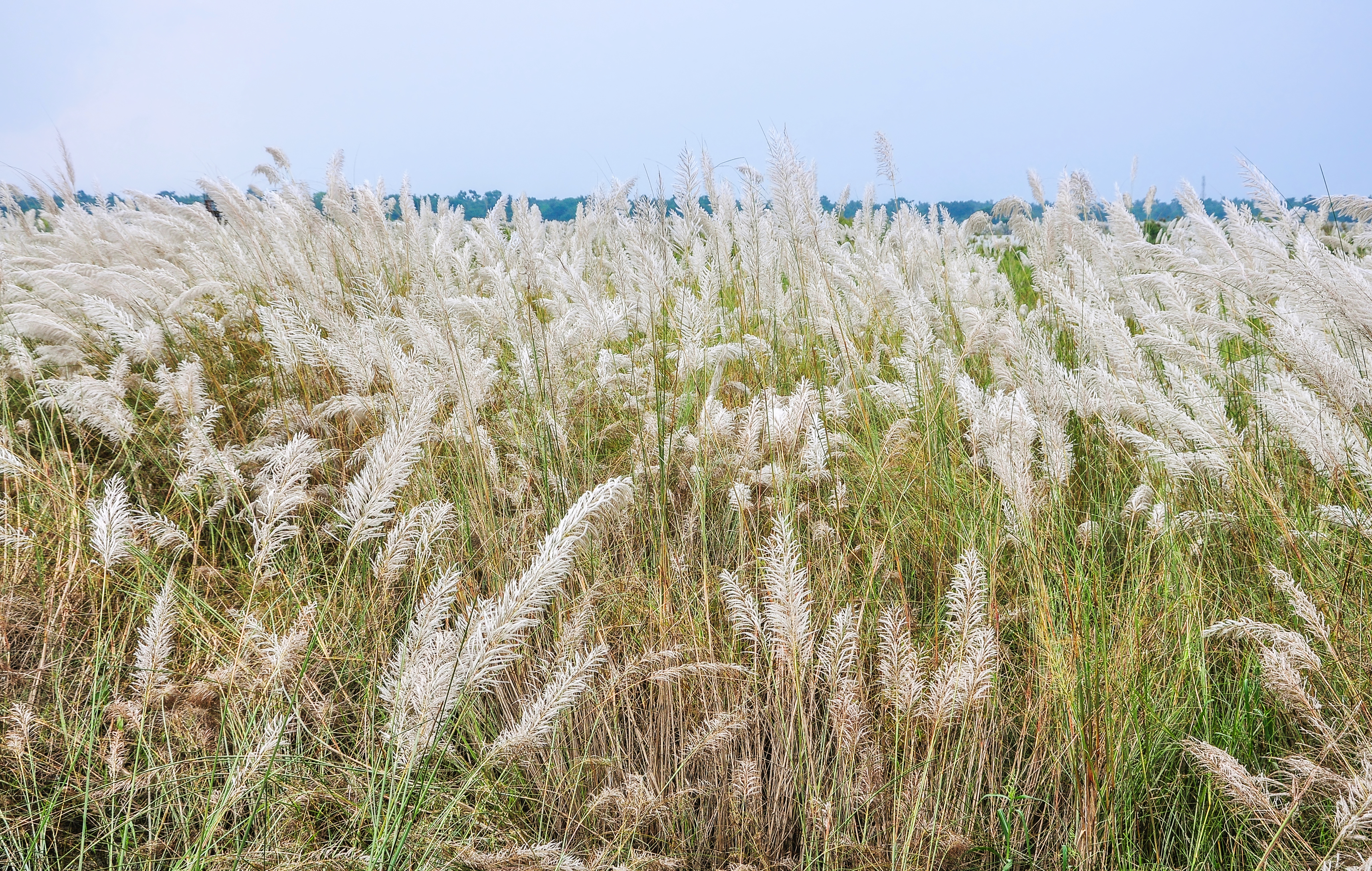
Inflorescences de Saccharum spontaneum en Inde

Cette plante vivace, à longs rhizomes, peut mesurer de 1 à 4 m de hauteur. Les tiges, de 0,4 à 1 cm de diamètre, sont souvent creuses et comportent de 5 à 10 nœuds velus. Les feuilles engainantes sont velues sur leurs bordures dentelées ainsi qu'à l'ouverture de la gaine foliaire, et mesurent de 60 à 80 cm de long pour entre 0,2 et 0,8 cm de large. Elles présentent une ligule brune de 2 à 8 mm de long. 
La floraison a lieu de juillet à septembre. L'inflorescence est une grande panicule de 20 à 40 cm de long, dont l'axe porte des poils soyeux. Chaque grappe composant la panicule mesure de 4 à 17 cm de long. Les épillets mesurent 3 ou 4 mm prolongés par une arête 3 ou 4 fois plus longue.
Chez cette espèce, le nombre de chromosomes est très variable (2n = de 40 à 128) selon les populations considérées. Saccharum spontaneum peut facilement s'hybrider avec la canne à sucre Saccharum officinarum.

## Distribution
Saccharum spontaneum est originaire du Sud de l'Asie (Inde, Népal et Bhoutan), d'Afrique et on la retrouve également en Italie. Elle est signalée enfin dans le département de l'Aude en France.
La sous-espèce Saccharum spontaneum subsp. aegyptiacum est introduite en France depuis l'Algérie en 1927 au Barcarès dans les Pyrénées-Orientales afin de fixer les sables mobiles. Elle a depuis tendance à devenir invasive.